# Lorenzo Vismara
Lorenzo Vismara (Saronno, 10 agosto 1975) è un ex pallanuotista e nuotatore italiano.

## Carriera

### Gli inizi e la pallanuoto
Trascorse l'infanzia con i genitori Giuseppe ed Antonella e con fratello maggiore Ivan a Garbagnate Milanese. Il suo primo approccio con la piscina avvenne all'età di sei anni, consigliato ad intraprendere il nuoto per risolvere un problema di scoliosi. Con il suo primo istruttore, Sergio Cascianelli, iniziò a muovere le prime bracciate nell'impianto del suo paese. Nel settembre del 1985 venne istituito un settore pallanuoto cui Lorenzo si iscrisse insieme al fratello, sotto la guida di Cesare Rebuglio. In questa squadra disputò i primi campionati giovanili con risultati che migliorarono col passare degli anni.
Venne selezionato per la rappresentativa lombarda ai giochi della gioventù del 1989 dove si classificò al 4º posto. L'anno seguente i due fratelli lasciarono, a causa di alcuni problemi con la società, la Garbagnate Nuoto per indossare i colori della Como Nuoto dove hanno incontrato Dénes Kemény, l'attuale (2011) allenatore della nazionale ungherese, riuscendo a raggiungere le finali nazionali.
Nel 1991 fece esperienza alle direttive di Rudy Cattino in prima squadra, in serie A2, e cominciarono ad affiorare le sue doti di velocista tanto che i compagni inizieranno a chiamarlo "Voloire", dal nome di un aliscafo che presta servizio sul lago di Como. In quest'anno venne convocato anche in nazionale giovanile con la quale disputò, oltre a vari tornei internazionali, i campionati europei e mondiali junior e nel 1995 le universiadi di Fukuoka.
Nel 1993 aveva guadagnato la promozione in Serie A1 con la Como Nuoto e l'anno seguente conquistava la Coppa Comen dopo una sofferta partita con la Solaris Sibenico, terminata dopo 2 tempi supplementari. Ricoprirà il ruolo di difensore centrale fino alla stagione 1996-97 al termine della quale annuncerà il suo "addio" alla pallanuoto per dedicarsi a tempo pieno al nuoto, complice anche un serio infortunio alla spalla destra, la "sindrome del lanciatore", che però non gli avrebbe impedito di nuotare. A partire dal 1995 aveva già disputato alcune gare più per gioco e per scommessa col tecnico della squadra di nuoto Paolo Targa, che per reale interesse.

### La carriera da nuotatore
Specializzato nelle distanze più brevi dello stile libero in cui per anni è rimasto imbattuto ai campionati italiani e presenza fissa nelle staffette, grazie ai meriti sportivi conseguiti nel 1997 per la prima volta ha vestito la maglia della nazionale nella tappa svedese della coppa del mondo e conseguentemente gli è stato offerto di entrare a far parte del gruppo sportivo delle Fiamme Gialle. Quell'anno ha fatto progressi notevoli: ha vinto il suo primo titolo nei 100 m ai primaverili ed è stato convocato per i Giochi del Mediterraneo di Bari a giugno, dove è andato per due volte sul podio vincendo il suo primo oro. Due mesi dopo a Siviglia ai campionati europei è entrato in tre finali: quarto nei 100 m e con la 4 × 100 m mista e sesto con la 4 × 100 m stile libero. Una settimana dopo a Messina ha vinto due argenti alle universiadi.
Nel 1998 si è affermato come il miglior sprinter italiano vincendo otto titoli tra individuali e in staffetta; nello stesso anno ha stabilito i primati italiani dei 50 m in vasca lunga e corta e dei 100 m in vasca corta. Con la nazionale ha partecipato ai mondiali di Perth a gennaio arrivando in finale con la 4 × 100 m stile libero con Mauro Gallo, Simone Cercato e Massimiliano Rosolino. In estate è stato invitato ai Goodwill Games di New York in cui è salito altre due volte sul podio. Ai mondiali militari di Roma vince tre ori nei 50, 100 e 4 × 100 m mista.
Col passare del tempo il rapporto col suo tecnico muta da semplice collaborazione ad una amicizia che rende gli allenamenti meno pesanti e le trasferte dei momenti quasi goliardici. La sua carriera non sarà però tutta in discesa: infortuni si alterneranno a brillanti e dapprima inaspettati successi. Tra i sinistri è certamente da annoverare un intervento chirurgico al giunto del rene sinistro, avvenuto nel novembre 1998, per correggere una malformazione congenita.
Il successo è continuato nel 1999, confermando Vismara come uno dei migliori stileliberisti internazionali; ha continuato a vincere in Italia (quest'anno sono dieci i titoli vinti) e a migliorare i primati dei 50 m in vasca corta e lunga: con la nazionale è stato finalista nei 50 m ai campionati mondiali in vasca da 25 m di Hong kong ad aprile, in estate ha vinto la sua prima medaglia d'argento ai campionati europei di Istanbul battendo in finale Aleksandr Popov e a fine anno è salito ancora sul podio agli europei in vasca corta di Lisbona. Nella primavera del 2000 vince un altro bronzo nei 50 m agli europei di Madrid e ha iniziato la preparazione per i Giochi Olimpici di Sydney. In Australia è stato semifinalista nei 100 m migliorando il primato nazionale di Giorgio Lamberti e ha nuotato in finale nei 50 m arrivando ottimo quarto e con la staffetta 4 × 100 m stile libero, quinto con Klaus Lanzarini, Rosolino e Cercato.
Dopo aver vinto quattro titoli ai campionati primaverili 2001 ha avuto un'estate meno felice delle precedenti, potendo comunque vantare la finale con 4 × 100 m stile libero ai mondiali di Fukuoka con Matteo Pelliciari, Lanzarini e Cercato. Nel 2002 ritorna alla ribalta dopo una stagione 2001 funestata da diversi problemi fisici. Sale sul podio nei 50 m ai campionati europei di Berlino battuto da Bartosz Kizierowski ed è protagonista del bronzo nella staffetta 4 × 100 m stile libero con Galenda, Scarica e Cercato. Quell'anno ha vinto altri sette campionati nazionali. A Warendorf, ai campionati mondiali militari in agosto ha vinto altri due ori nei 100 e nei 50 m stile libero.
La stagione in vasca corta 2002 - 2003 lo ha visto vincere l'oro nei 100 m e gli argenti nei 50 m e con la 4 × 50 m stile libero agli Europei di Riesa in Germania. Durante il 2003 è stato ancora cinque volte campione italiano vincendo i suoi ultimi titoli nei 100 m; ai mondiali di luglio a Barcellona arriva sesto in finale con la 4 × 100 m stile libero assieme a Christian Galenda, Michele Scarica e Filippo Magnini.
Nel 2004, ventinovenne, ha vinto tutti i titoli italiani nei 50 m stile libero e nei campionati europei di Madrid a maggio si è aggiudicato la medaglia di bronzo nella stessa distanza dietro a Popov e a Stefan Nystrand; inoltre ha vinto il suo primo oro europeo nella staffetta 4 × 100 m stile libero assieme a Galenda, Giacomo Vassanelli e Magnini. Ad agosto è convocato per i Giochi Olimpici di Atene dove non brilla nelle gare individuali, ma ottiene con la 4 × 100 m stile libero il miglior piazzamento ai giochi della squadra italiana, arrivando quarta in finale a pari merito con la squadra russa, risultato ottenuto con Magnini, Scarica e Galenda.
Ha vinto i suoi ultimi titoli individuali ai campionati italiani nel 2005 aggiudicandosi tutti quelli dei 50 m, gara in cui è stato sconfitto solo due volte tra il 1998 e il 2005 ai campionati. Un record che fa dimenticare, anche se solo in parte, le delusioni ai campionati mondiali di Montréal dove Lorenzo si è fermato nelle batterie nei 50 e nei 100, mentre la staffetta non si è qualificata per la finale.
La stagione 2006 era partita con buone prospettive per Vismara. Il 28 gennaio 2006 è il testimonial del comune di Como per la manifestazione di riapertura, dopo un quinquennio di chiusura, della rinnovata piscina di Casate intitolata a due grandi campioni italiani e comaschi, Antonio Conelli e Cesare Mondini. A fine febbraio però un'infiammazione al trapezio, ovvero un banale torcicollo, ha messo k.o. Lorenzo che è stato costretto a rinunciare ai campionati primaverili di marzo a Riccione.
Ripresosi, nel mese di maggio si è ripresentato in gara e ai primi di agosto, convocato in nazionale per i campionati europei di Budapest, ha conquistato la medaglia d'oro nella staffetta 4 × 100 con Alessandro Calvi, Galenda e Magnini. Nella gara dei 50 m invece dopo quattro edizioni in cui era salito sul podio, è eliminato nelle batterie. «Su questa distanza ho capito di non essere più competitivo a certi livelli» dichiara alla fine con dispiacere Lorenzo in una intervista. La sua ultima medaglia internazionale (e la sua prima ai mondiali) l'ha vinta ai campionati del 2007 di Melbourne, in cui nuotando in batteria ha qualificato la 4 × 100 stile libero alla finale dove ha vinto la medaglia d'argento.
Terminata la carriera da nuotatore nel 2008, a partire dai campionati mondiali di Roma del 2009 è commentatore delle gare di nuoto per Eurosport.

## Palmarès
| Giochi olimpici           | 50 m st. libero         | 100 m st. libero        | 4×100 m st. libero                | 4×100 m mista                |
| 2000 Sydney Australia     | 4º 22"11                | 12º in semifinale 49"67 | 5º - 3'17"85 frazione: 49"23      | ---                          |
| 2004 Atene Grecia         | 22º in batteria 22"70   | 25º in batteria 50"03   | 4º - 3'15"75 frazione: 49"16      | ---                          |
| Campionati del mondo      | 50 m st. libero         | 100 m st. libero        | 4×100 m st. libero                | 4×100 m mista                |
| 1998 Perth Australia      | 22º in batteria 23"31   | 7º in finale B 50"66    | 8º - 3'22"12 frazione: 50"16      | ---                          |
| 2001 Fukuoka Giappone     | 21º in batteria 22"91   | ---                     | 5º - 3'19"37 frazione: 50"49      | ---                          |
| 2003 Barcellona Spagna    | 20º in batteria 22"75   | 13º in femifinale 49"72 | 6º - 3'15"99 frazione: 49"46      | ---                          |
| 2005 Montreal Canada      | 18º in batteria 22"68   | squal. in batteria      | ---                               | ---                          |
| 2007 Melbourne Australia  | 34ºin batteria 23"16    | ---                     | Argento nuota in batteria         | ---                          |
| Mondiali in vasca corta   | 50 m st. libero         | 100 m st. libero        | 4×100 m st. libero                | 4×100 m mista                |
| 1999 Hong Kong Hong Kong  | 5º 22"10                | elim. in batteria 49"73 | ---                               | ---                          |
| 2000 Atene Grecia         | ---                     | elim. in batteria 49"20 | ---                               | ---                          |
| Campionati europei        | 50 m st. libero         | 100 m st. libero        | 4×100 m st. libero                | 4×100 m mista                |
| 1997 Siviglia Spagna      | ---                     | 4º 49"93                | 6º - 3'22"98 frazione: 50"30      | 4º - 3'43"92 frazione: 49"14 |
| 1999 Istanbul Turchia     | Argento 22"21           | elim. in batteria 50"36 | 4º - 3'20"60 frazione: 50"09      | 8º - 3'43"07 frazione: 49"77 |
| 2000 Helsinki Finlandia   | Bronzo 22"38            | 9º in semifinale 50"16  | 4º - 3'20"39 frazione: 49"57      | 5º - 3'41"88 frazione: 49"53 |
| 2002 Berlino Germania     | Argento 22"26           | 11º in semifinale 50"16 | Bronzo: 3'18"20 frazione: 49"45   | ---                          |
| 2004 Madrid Spagna        | Bronzo 22"45            | ---                     | Oro: 3'15"66 frazione: 49"24      | ---                          |
| 2006 Budapest Ungheria    | 24º in batteria 23"04   | ---                     | Oro: 3'15"23 frazione: 49"14      | ---                          |
| Europei in vasca corta    | 50 m st. libero         | 100 m st. libero        | 4×50 m st. libero                 | 4×50 m mista                 |
| 1999 Lisbona Portogallo   | Bronzo 21"83            | elim. in batteria 50"00 | ---                               | ---                          |
| 2000 Valencia Spagna      | 20º in batteria 22"86   | 15º in semifinale 50"19 | 6º - 1'29"91 frazione: 22"37      | 9º - 1'40"70 frazione: 21"76 |
| 2001 Anversa Belgio       | elim. in batteria 22"37 | ---                     | ---                               | ---                          |
| 2002 Riesa Germania       | Argento 21"66           | Oro 47"33               | Argento: 1'26"63 frazione: 21"66  | ---                          |
| 2003 Dublino Irlanda      | 11º in semifinale 22"09 | 15º in batteria 48"59   | 9º - 1'28"24 frazione: 21"94      | ---                          |
| 2004 Vienna Austria       | 6º 21"99                | ---                     | squalificato (1.) frazione: 21"85 | ---                          |
| 2005 Trieste Italia       | 14º in semifinale 22"02 | 26º in batteria 49"30   | ---                               | 7º - 1'35"77 frazione: 21"50 |
| Giochi del Mediterraneo   | 50 m st. libero         | 100 m st. libero        | 4×100 m st. libero                | 4×100 m mista                |
| 1997 Bari Italia          | Bronzo 23"28            | ---                     | Oro: 3'25"87 frazione: 50"69      | ---                          |
| 2005 Almeria Spagna       | 5º 22"89                | 7º 50"72                | ---                               | ---                          |
| Universiadi               | 50 m st. libero         | 100 m st. libero        | 4×100 m st. libero                | 4×100 m mista                |
| 1997 Messina Italia       | Argento 23"04           | Argento 50"70           | ---                               | ---                          |
| Goodwill Games            | 50 m st. libero         | 100 m st. libero        | 4×100 m st. libero                | 4×100 m mista                |
| 1998 New York Stati Uniti | Bronzo 22"46            | 10º nelle serie 50"81   | Oro: 3'17"64 :                    | ---                          |

### Altri risultati
Coppa del Mondo
- Vincitore della Coppa del Mondo dei 50m sl nel 2000

Coppa latina (vengono elencate solo le gare individuali)
- 1998: Guadalupe,  Messico

50 m stile libero: argento, 22"96
Giochi mondiali militari
- 1999: Zagabria, Croazia

50 m stile libero: oro
100 m stile libero: oro
4 × 100 m stile libero: argento
- 2007 Hyderabad,  India[1]

4×100 m stile libero : Bronzo, 3'24"89
Campionati mondiali militari di nuoto
- 1998: Roma,  Italia

50 m stile libero: oro
100 m stile libero: oro
4 × 100 m mista: oro
4 × 100 m stile libero: argento
- 2002: Warendorf,  Germania

50 m stile libero: oro
100 m stile libero: oro
4 × 100 m stile libero: argento
Campionati italiani
33 titoli individuali e 21 in staffette, così ripartiti:
- 18 nei 50 m stile libero
- 15 nei 100 m stile libero
- 2 nella staffetta 4 × 50 m stile libero
- 11 nella staffetta 4 × 100 m stile libero
- 2 nella staffetta 4 × 50 m mista
- 6 nella staffetta 4 × 100 m mista

nd = non disputata
| Anno | Edizione    | st.libero 50 m | st.libero 100 m | st.libero 4×50 m | st.libero 4×100 m | st.libero 4×200 m | mista 4×50 m | mista 4×100 m |
| ---- | ----------- | -------------- | --------------- | ---------------- | ----------------- | ----------------- | ------------ | ------------- |
| 1997 | Primaverili | 2              | 1               | nd               | -                 | -                 | nd           | -             |
| 1997 | Estivi      | 2              | 1               | nd               | -                 | -                 | nd           | -             |
| 1998 | Primaverili | 1              | 1               | nd               | 1                 | 3                 | nd           | 1             |
| 1998 | Estivi      | 1              | 1               | nd               | 1                 | -                 | nd           | 1             |
| 1999 | Primaverili | 1              | 1               | nd               | 1                 | -                 | nd           | 1             |
| 1999 | Estivi      | 1              | 1               | nd               | 1                 | -                 | nd           | 1             |
| 1999 | Invernali   | 1              | 1               | nd               | nd                | nd                | nd           | nd            |
| 2000 | Primaverili | 1              | 1               | nd               | -                 | -                 | nd           | 2             |
| 2000 | Estivi      | 1              | 1               | nd               | 1                 | -                 | nd           | 1             |
| 2001 | Primaverili | 1              | 1               | nd               | 1                 | -                 | nd           | 1             |
| 2002 | Primaverili | 1              | 1               | nd               | -                 | -                 | nd           | -             |
| 2002 | Estivi      | 1              | 1               | nd               | 1                 | -                 | nd           | 3             |
| 2002 | Invernali   | 1              | 1               | 2                | nd                | nd                | -            | nd            |
| 2003 | Primaverili | 1              | 1               | nd               | 2                 | -                 | nd           | -             |
| 2003 | Estivi      | 2              | 1               | nd               | 1                 | -                 | nd           | -             |
| 2003 | Invernali   | 2              | -               | 1                | nd                | nd                | -            | nd            |
| 2004 | Primaverili | 1              | -               | nd               | -                 | -                 | nd           | -             |
| 2004 | Estivi      | 1              | 2               | nd               | 3                 | -                 | nd           | -             |
| 2004 | Invernali   | 1              | 3               | 2                | nd                | nd                | 1            | nd            |
| 2005 | Primaverili | 1              | 2               | nd               | 2                 | -                 | nd           | -             |
| 2005 | Estivi      | 1              | -               | nd               | 2                 | -                 | nd           | -             |
| 2005 | Invernali   | 1              | 3               | 1                | nd                | nd                | 1            | nd            |
| 2007 | Primaverili | 2              | -               | nd               | 1                 | -                 | nd           | -             |
| 2008 | Primaverili | -              | -               | nd               | 1                 | -                 | nd           | -             |
| 2008 | Estivi      | -              | -               | nd               | 1                 | -                 | nd           | -             |